# Morti nel 2000/Aprile
| Questa pagina contiene informazioni ricavate automaticamente dalle voci biografiche con l'ausilio del template Bio e di un bot. L'aggiornamento è periodico e automatico e ricostruisce completamente la pagina. Se manca una persona in questa lista, sei pregato di non aggiungerla, ma accertati piuttosto che la sua voce biografica contenga il template Bio e che i dati anagrafici siano correttamente compilati. Se il template Bio manca, inseriscilo tu stesso o, in alternativa, metti l'avviso {{tmp\|Bio}} che ne segnala la mancanza. Se i dati riportati sono sbagliati, correggi direttamente la voce biografica; le modifiche saranno visibili in questa lista entro pochi giorni. Per chiarimenti vedi il progetto biografie. La lista contiene solo le 109 persone che sono citate nell'enciclopedia e per le quali è stato implementato correttamente il template Bio. Pagina aggiornata al 18 ago 2025. |

- 1º aprile - Giovanni De Murtas, politico italiano (n. 1957)
- 1º aprile - Alexander John Mackenzie Stuart, giurista britannico (n. 1924)
- 2 aprile - Synnøve Anker Aurdal, artista norvegese (n. 1908)
- 2 aprile - Tommaso Buscetta, mafioso e collaboratore di giustizia italiano (n. 1928)
- 2 aprile - Greta Gynt, attrice norvegese (n. 1916)
- 2 aprile - Livio Paladin, giurista e politico italiano (n. 1933)
- 2 aprile - Dante Pignatiello, giornalista italiano (n. 1924)
- 2 aprile - Slava Zupančič, sciatrice alpina slovena (n. 1931)
- 3 aprile - Milko Bobocov, scacchista bulgaro (n. 1931)
- 3 aprile - Fabrizio Bruno, architetto italiano (n. 1926)
- 3 aprile - Jean Dominique, giornalista haitiano (n. 1930)
- 3 aprile - Marta Hoepffner, fotografa tedesca (n. 1912)
- 3 aprile - Eri Irianto, calciatore indonesiano (n. 1974)
- 3 aprile - Egil Jevanord, calciatore norvegese (n. 1918)
- 3 aprile - Mahpeyker Hanimsultan, principessa ottomana (n. 1917)
- 3 aprile - Terence McKenna, scrittore, naturalista e filosofo statunitense (n. 1946)
- 4 aprile - William Stokoe, linguista statunitense (n. 1919)
- 4 aprile - Mirko Šarić, calciatore argentino (n. 1978)
- 5 aprile - Elisa Breton, artista francese (n. 1906)
- 5 aprile - Ėduard Aleksandrovič Gavrilov, regista sovietico (n. 1934)
- 5 aprile - Heinrich Müller, allenatore di calcio e calciatore austriaco (n. 1909)
- 5 aprile - Lee Petty, pilota automobilistico statunitense (n. 1914)
- 5 aprile - Irina Fëdorovna Sebrova, aviatrice russa (n. 1914)
- 6 aprile - Francescantonio Bardi, politico italiano (n. 1925)
- 6 aprile - Habib Bourguiba, politico tunisino (n. 1903)
- 6 aprile - Brandãozinho, calciatore brasiliano (n. 1925)
- 6 aprile - Mohamad Ali Fardin, attore e lottatore iraniano (n. 1931)
- 6 aprile - Domingo Federico, compositore, direttore d'orchestra e attore argentino (n. 1916)
- 6 aprile - Bernardino Echeverría Ruiz, cardinale e arcivescovo cattolico ecuadoriano (n. 1912)
- 6 aprile - Stan Watts, allenatore di pallacanestro statunitense (n. 1911)
- 6 aprile - Rolando Zanni, sciatore alpino e sciatore di velocità italiano (n. 1914)
- 7 aprile - Moacir Barbosa, calciatore brasiliano (n. 1921)
- 7 aprile - Greta Vaillant, attrice e scrittrice francese (n. 1942)
- 8 aprile - Bruno Gremese, calciatore italiano (n. 1927)
- 8 aprile - František Šťastný, pilota motociclistico cecoslovacco (n. 1927)
- 8 aprile - Claire Trevor, attrice statunitense (n. 1910)
- 9 aprile - Nick Frascella, cestista statunitense (n. 1914)
- 9 aprile - Jack Gardner, cestista e allenatore di pallacanestro statunitense (n. 1910)
- 9 aprile - Renato Lupi, attore italiano (n. 1920)
- 10 aprile - Rabah Bitat, politico algerino (n. 1925)
- 10 aprile - Larry Linville, attore statunitense (n. 1939)
- 11 aprile - Antonio Gordini, calciatore italiano (n. 1919)
- 11 aprile - Salvador Lazo Lazo, vescovo cattolico filippino (n. 1918)
- 11 aprile - Flaminio Piccoli, politico italiano (n. 1915)
- 11 aprile - Olav Økern, fondista norvegese (n. 1911)
- 12 aprile - Carmen Dillon, scenografa britannica (n. 1908)
- 12 aprile - Franco Ferrari, giornalista e scrittore italiano (n. 1929)
- 12 aprile - Max Hofmeister, calciatore austriaco (n. 1913)
- 12 aprile - Christopher Pettiet, attore statunitense (n. 1976)
- 12 aprile - Gianfranco Rossi, scrittore e poeta italiano (n. 1931)
- 13 aprile - Giorgio Bassani, scrittore, poeta e politico italiano (n. 1916)
- 13 aprile - Aivars Gipslis, scacchista lettone (n. 1937)
- 13 aprile - Domenico Gullaci, imprenditore italiano (n. 1958)
- 14 aprile - Ludwig Durek, calciatore e allenatore di calcio austriaco (n. 1921)
- 14 aprile - Sebastián Fleitas, calciatore paraguaiano (n. 1947)
- 14 aprile - Phil Katz, informatico statunitense (n. 1962)
- 14 aprile - Wilf Mannion, calciatore inglese (n. 1918)
- 14 aprile - Charlie O'Rourke, giocatore di football americano canadese (n. 1917)
- 14 aprile - Andrei Sârbu, pittore rumeno (n. 1950)
- 15 aprile - Edward Gorey, scrittore e illustratore statunitense (n. 1925)
- 16 aprile - Aldo Casalinuovo, avvocato, giurista e politico italiano (n. 1914)
- 16 aprile - Putra di Perlis, sovrano malese (n. 1920)
- 16 aprile - Policarpo Paz García, generale e politico honduregno (n. 1932)
- 17 aprile - Sabrina Bulleri, atleta paralimpica italiana (n. 1959)
- 17 aprile - Pëtr Glebov, attore sovietico (n. 1915)
- 18 aprile - Tony Frank, attore statunitense (n. 1943)
- 19 aprile - Chang Kyou-chul, pugile sudcoreano (n. 1946)
- 19 aprile - Maurizio Ferrara, giornalista, politico e partigiano italiano (n. 1921)
- 20 aprile - Vinci Grossi, politico italiano (n. 1924)
- 20 aprile - János Molnár, calciatore ungherese (n. 1931)
- 21 aprile - Charles E. Kearns, astronomo statunitense (n. 1928)
- 21 aprile - Richard Menapace, ciclista su strada austriaco (n. 1914)
- 21 aprile - Roberto Paoli, ispanista, critico letterario e traduttore italiano (n. 1930)
- 21 aprile - Giovanni Quircio, militare e partigiano italiano (n. 1921)
- 23 aprile - Enzo Degani, filologo classico, grecista e lessicografo italiano (n. 1934)
- 23 aprile - German Alekseevič Fëdorov-Davydov, storico, archeologo e numismatico russo (n. 1931)
- 23 aprile - Florence Morrison, attrice statunitense (n. 1915)
- 23 aprile - Shigeru Sugiura, fumettista giapponese (n. 1908)
- 23 aprile - Alfred Zampa, ingegnere statunitense (n. 1905)
- 24 aprile - Derek Allhusen, cavaliere britannico (n. 1914)
- 24 aprile - Nino Cordio, pittore e scultore italiano (n. 1937)
- 24 aprile - Ulla Isaksson, scrittrice svedese (n. 1916)
- 24 aprile - Giuliano Preparata, fisico italiano (n. 1942)
- 24 aprile - Solange Schwarz, danzatrice francese (n. 1910)
- 25 aprile - Alla Larionova, attrice sovietica (n. 1931)
- 25 aprile - David Merrick, produttore teatrale statunitense (n. 1911)
- 25 aprile - Franjo Rupnik, calciatore jugoslavo (n. 1921)
- 25 aprile - Rita Vittadini, ginnasta italiana (n. 1914)
- 26 aprile - Mario Battaini, polistrumentista e arrangiatore italiano (n. 1931)
- 26 aprile - Luciano Ferrari Bravo, politologo italiano (n. 1940)
- 27 aprile - Charles R. Boxer, militare e storico britannico (n. 1904)
- 27 aprile - Mario De Gaudio, giornalista, scrittore e poeta italiano (n. 1928)
- 27 aprile - Vicki Sue Robinson, attrice e cantante statunitense (n. 1954)
- 28 aprile - Efisio Arru, medico italiano (n. 1927)
- 28 aprile - Adriano Bausola, filosofo italiano (n. 1930)
- 28 aprile - Kim Borg, basso-baritono e compositore finlandese (n. 1919)
- 28 aprile - Arthur William Dake, scacchista statunitense (n. 1910)
- 28 aprile - Penelope Fitzgerald, scrittrice britannica (n. 1916)
- 28 aprile - Luciano Lilloni, scacchista italiano (n. 1929)
- 28 aprile - Francesco Rossi, calciatore italiano (n. 1919)
- 29 aprile - Antonio Buero Vallejo, drammaturgo spagnolo (n. 1916)
- 29 aprile - Phạm Văn Đồng, politico vietnamita (n. 1906)
- 29 aprile - Italo Zingarelli, produttore cinematografico, regista e sceneggiatore italiano (n. 1930)
- 30 aprile - Vasilīs Geōrgiadīs, regista e attore greco (n. 1921)
- 30 aprile - Poul Hartling, politico danese (n. 1914)
- 30 aprile - Marjorie Noël, cantante francese (n. 1945)
- 30 aprile - Luciano Tavazza, giornalista italiano (n. 1926)
- 30 aprile - Richard Tsimba, rugbista a 15 zimbabwese (n. 1965)
- 30 aprile - Léon Van Daele, ciclista su strada e pistard belga (n. 1933)